# Saint-Étienne-la-Varenne
Saint-Étienne-la-Varenne település Franciaországban, Rhône megyében. Lakosainak száma 783 fő (2022. január 1.). Saint-Étienne-la-Varenne Odenas, Le Perréon, Quincié-en-Beaujolais és Saint-Étienne-des-Oullières községekkel határos.

## Népesség
A település népessége az elmúlt években az alábbi módon változott:
| Lakosok száma | 727  | 742  | 750  | 741  | 749  | 756  | 764  | 769  | 783  |
|               | 2013 | 2015 | 2016 | 2017 | 2018 | 2019 | 2020 | 2021 | 2022 |